# Cattafi
Cattafi è una frazione del comune di San Filippo del Mela, nella provincia di Messina, in Sicilia. Cattafi dista 2 km dal centro comunale.
Sorge su un'altura a circa 120 m sul livello del mare. Grazie alla presenza di un hotel e vari ristoranti, rappresenta il cuore del turismo filippese. Numerose sono le antiche tradizioni contadine e popolari, patrimonio dei cittadini di Cattafi, tutt'oggi tramandate e intensamente vissute da tutta la comunità. Particolarmente rinomato è il Carnevale Cattafese, durante il quale sfoggia con la sua austerità e tutta la sua vivacità la tipica maschera dello Scacciuni.

## La storia degli Scacciuni
Negli anni compresi fra il 1500-1600 d.C., com'è noto, i Turchi imperversavano con le loro scorribande lungo le coste dell'Italia meridionale sbarcando, e in più di un'occasione con successo, anche sulla costa messinese.
Nel caso particolare, gli storici citano il famoso e testimoniato episodio in cui "gli infedeli", in corrispondenza della località "Saja" (in direzione Archi-Cattafi, subito dopo l'inizio dell'attuale centro abitato), si addentrarono, con l'indubbio scopo di depredare la ricca e ridente cittadina del tempo.
I Cattafesi, però, forti d'armi rudimentali, attrezzi da lavoro e tanto coraggio, riuscirono ad arginare l'invasore: dapprima, sostenendo da soli una valida difesa dell'abitato; poi, contrattaccando con l'aiuto di una guarnigione militare, accorsa in aiuto.
A conforto di questa tesi, si legge nel libro "San Filippo del Mela e l'antico Artemisio" del Prof. Paolo Maggio, quanto segue: "Nel luglio del 1544, fu Antonio Balsamo, barone di Cattafi, che, con 120 armati a cavallo, accorse in aiuto alle altre forze, riuscendo a far prendere il mare alle orde di Hjerddis Barbarossa, ammiraglio di Solimano I, che si erano spinte, saccheggiando ed incendiando, fin sono l'abito di Santa Lucia".
Gli uomini dunque riuscirono a schiacciare i Turchi da cui si originò il termine Scacciuni, ancora utilizzato: a quel tempo, e per svariati secoli ancora, si avvicendarono nella fiorente cittadina dell'epoca personaggi di spicco con facoltà di comando, definiti dapprima "Caporioni", poi "Capibastuni", infine "Scacciuni".
Erano i benestanti del luogo, che si assumevano il compito di difendere i più deboli; si eleggevano difensori ad oltranza delle "ragazze da marito" nel villaggio; si facevano garanti per gli uomini, provenienti dai paesi limitrofi, in cerca di moglie.
La leggenda inoltre racconta che, nel giorno del matrimonio, gli "Scacciuni" accompagnavano a suon di marranzano, tamburello e zufolo, la sposa in chiesa ove alla presenza del corteo nuziale, la consegnavano al concubino, garanti della sua illibatezza.
Lo sposo, poi, aveva l'obbligo di appendere il "lenzuolo della prova" che arrestava e contraccambiava l'affidabilità e l'operato dello "Scacciuni".
Essi indossavano un costume d'origine eurasiatica, che sfoggiavano nelle grandi occasioni, quale segno di potere e di comando.
L'abito, fortemente multicolore, era caratterizzato da: un alto copricapo conico, variopinto e tempestato di pietre preziose; una camiciola bianca, intersecata da nastri coloratissimi; un corto pantalone, sovrastato da una gonna, a sua volta arricchita da trine di svariati colori e svolazzanti, che si dipartivano dalla vita: guanti rigorosamente bianchi ed un nerbo, intrecciato ancora una volta da stoffe variopinte, simbolo di forza, vigoria ed efficacia.